# Чернов, Сергей Николаевич
Серге́й Никола́евич Черно́в (1887—1941) — русский и советский историк, ученик С. Ф. Платонова и А. Е. Преснякова, доктор исторических наук (1937).

## Биография
Сергей Чернов родился 28 января (9 февраля) 1887 года в Саратове в семье купца. В 1905 году окончил 1-ю Саратовскую мужскую гимназию и поступил на юридический факультет Петербургского университета. В 1907 году перевёлся на историческое отделение историко-филологического факультета. В 1912 году окончил университет и был оставлен при факультете для подготовки к профессорскому званию.
В 1917 году избран приват-доцентом историко-филологического факультета Саратовского университета. С 1918 года — профессор. Преподавал в Саратовском университете, пока в 1928 году не был уволен по обвинению в «национализме». С 1929 года — член Археографической комиссии, но в том же году был уволен в связи с «Академическим делом». В 1930-х годах работал в Ленинграде и в Средней Азии. С 1937 года — профессор кафедры истории СССР Горьковского педагогического института. В 1937 году получил степень доктора исторических наук по совокупности научных работ.
В 1939 году переехал в город Пушкин Ленинградской области. Работал в Институте народов Севера, преподавал в Ленинградском государственном университете и в Ленинградском городском педагогическом институте.
Научные интересы Чернова включали русское освободительное движение XIX века, историю декабризма, жизнь и деятельность Н. Г. Чернышевского.
Во время Великой Отечественной войны не успел эвакуироваться из Пушкина. Скончался 26 декабря 1941 года от дистрофии в условиях немецкой оккупации (в ряде советских источников приводится ошибочная дата смерти 5 января 1942 года). Похоронен на Казанском кладбище Пушкина в братской могиле вместе с писателем-фантастом А. Р. Беляевым.

## Основные работы
- К учёным несогласиям о суде над Максимом Греком // Сборник статей по русской истории, посвящённых С. Ф. Платонову. — Петроград, 1922. — С. 48—71.
- Несколько справок о «Союзе Благоденствия» перед Московским съездом 1821 г. — Саратов, 1924.
- Семья Чернышевских. — Саратов, 1927.
- Четыре письма неизвестного к декабристу И. Д. Якушкину. — Саратов, 1927.
- У истоков русского освободительного движения: избранные статьи по истории декабризма. — Саратов, 1960.
- Павел Пестель: избранные статьи по истории декабризма. — СПб., 2004.